# 라인 전투

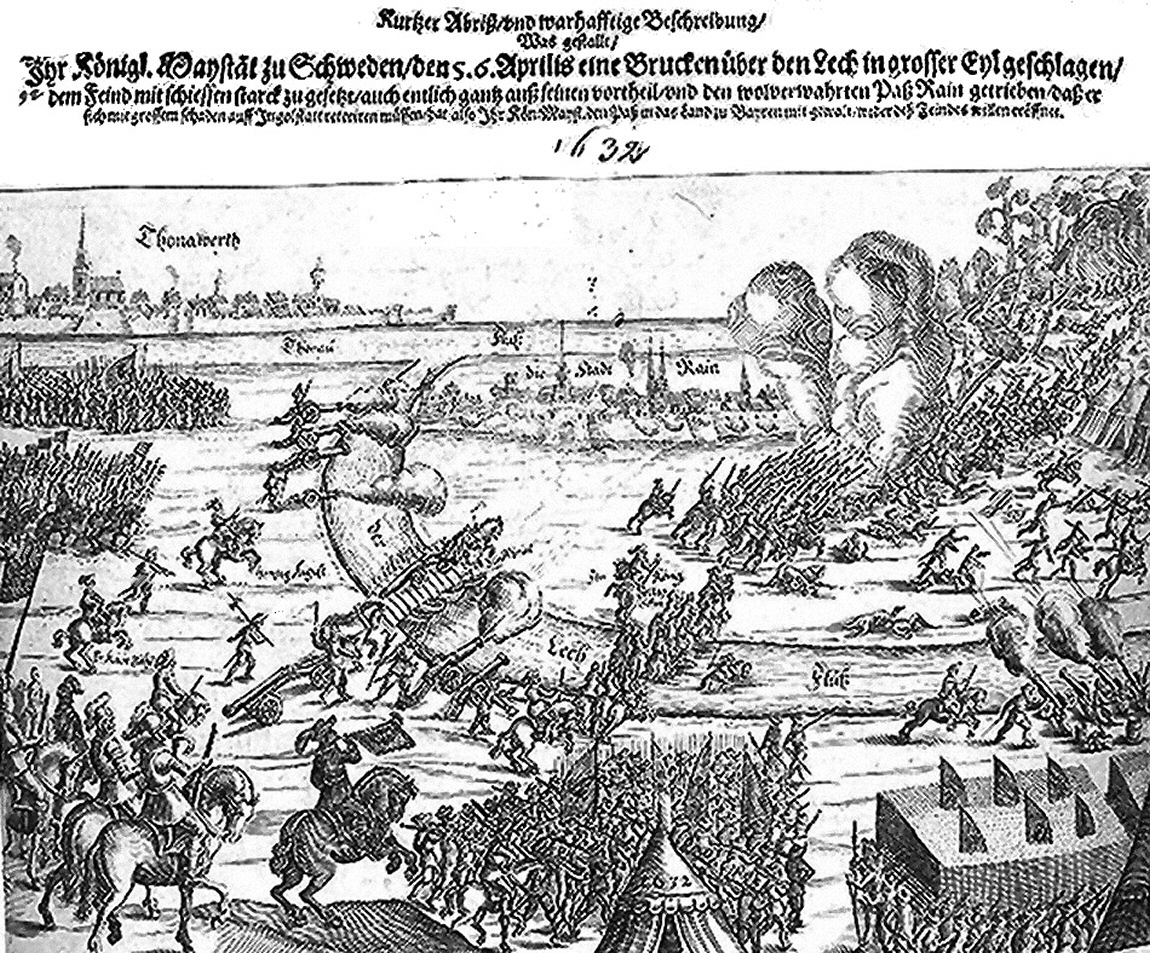

라인 전투(Battle of Rain)는 30년 전쟁 중 1632년 4월 15일 바이에른 라인 근처에서 벌어졌다. 스웨덴의 구스타프 아돌푸스가 이끄는 스웨덴군과 틸리 백작 요한 처클라에스가 이끄는 가톨릭 동맹군이 전투를 벌였다. 이 전투는 스웨덴군의 승리로 끝났지만, 틸리는 중상을 입고 결국 사망했다.
수적으로 열세였고 경험이 부족한 병력이 많았던 틸리는 라인 마을을 중심으로 레히 강변을 따라 방어선을 구축했다. 알브레히트 폰 발렌슈타인이 이끄는 제국군 지원군이 도착할 때까지 구스타프의 진격을 지연시키려는 의도였다. 4월 14일, 스웨덴군은 포격으로 방어선을 포격한 후 다음 날 강을 건너 틸리를 포함한 약 3,000명의 사상자를 냈다. 4월 16일, 바이에른의 막시밀리안은 보급품과 대포를 버리고 후퇴를 명령했다.
이 승리에도 불구하고 스웨덴군은 북부 독일의 기지에서 후퇴했고, 막시밀리안이 발렌슈타인과 연합했을 때 뉘른베르크는 포위당했다. 이로 인해 9월 3일 전쟁 최대의 전투가 벌어졌고, 도시 외곽의 황제 진영에 대한 공격은 유혈 사태로 격퇴되었다.